# Ponten over het Noordzeekanaal
De ponten over het Noordzeekanaal zijn drie veerdiensten over het Noordzeekanaal in de Nederlandse provincie Noord-Holland. De veerdiensten worden sinds 1 juli 2013 onderhouden door het Amsterdamse vervoerbedrijf GVB.
Elk van de drie diensten maakt gebruik van één veerpont die dag en nacht vaart (24-uursdienst). Tijdens de sluiting van de Velsertunnel voer de Velserpont in de spitsuren met twee ponten. Voetgangers, fietsers, bromfietsers en ander langzaam verkeer worden gratis overgezet, voor (vracht)auto's en motorfietsen moet op de pont betaald worden.

## Geschiedenis
Tussen 1865 en 1876 werd het Noordzeekanaal gegraven waardoor bruggen en ponten noodzakelijk werden voor de verbinding tussen het noordelijk en het zuidelijk deel van Noord-Holland. De bruggen zijn in 1907, 1957 en 1983 verwijderd omdat zij een belemmering vormden voor het scheepvaartverkeer.
Door de aanleg van verkeerstunnels onder het kanaal, met name de Velsertunnel in 1957 en de Coentunnel in 1966, werden de ponten minder belangrijk voor het autoverkeer. Echter, vrachtwagens met gevaarlijke stoffen, vrachtwagens hoger dan 4 meter, voetgangers, fietsen, bromfietsen en invalidenvoertuigen mogen geen gebruik maken van de tunnels en zijn dus aangewezen op de pont om aan de overzijde te komen.
De drie veerdiensten werden lange tijd onderhouden door Rijkswaterstaat. In 1997 werd de exploitatie overgedragen aan het vervoerbedrijf Naco, toen vallend onder NZH, vanaf 1999 opgegaan in Connexxion. Vanaf 1997 moeten automobilisten betalen voor de overtocht.
In december 2007 werd de verantwoordelijkheid door de Nederlandse Rijksoverheid overgedragen aan de gemeente Amsterdam. Aanvankelijk bleef de exploitatie bij Connexxion, maar vanaf 1 juli 2013 worden de verbindingen onderhouden door het GVB, dat de ponten van Connexxion overnam.
Van 27 april 1998 tot 31 december 2013 voer ook nog de veerdienst Fast Flying Ferry van Connexxion met draagvleugelboten over het Noordzeekanaal tussen Velsen-Zuid en het Centraal Station in Amsterdam.

## Hempont
De Hempont (lijn F20) vaart 24 uur per dag iedere twintig minuten met één pont tussen het Hempontplein bij de Nieuwe Hemweg (s101) in het Westelijk Havengebied van Amsterdam en de Hemkade en de Provincialeweg (s152) in Zaandam.
Deze verbinding werd ingesteld in 1876, het jaar dat het kanaal voltooid werd.
Naast de Hempont lag van 1878 tot 1983 de Hembrug in de Spoorlijn Den Helder - Amsterdam

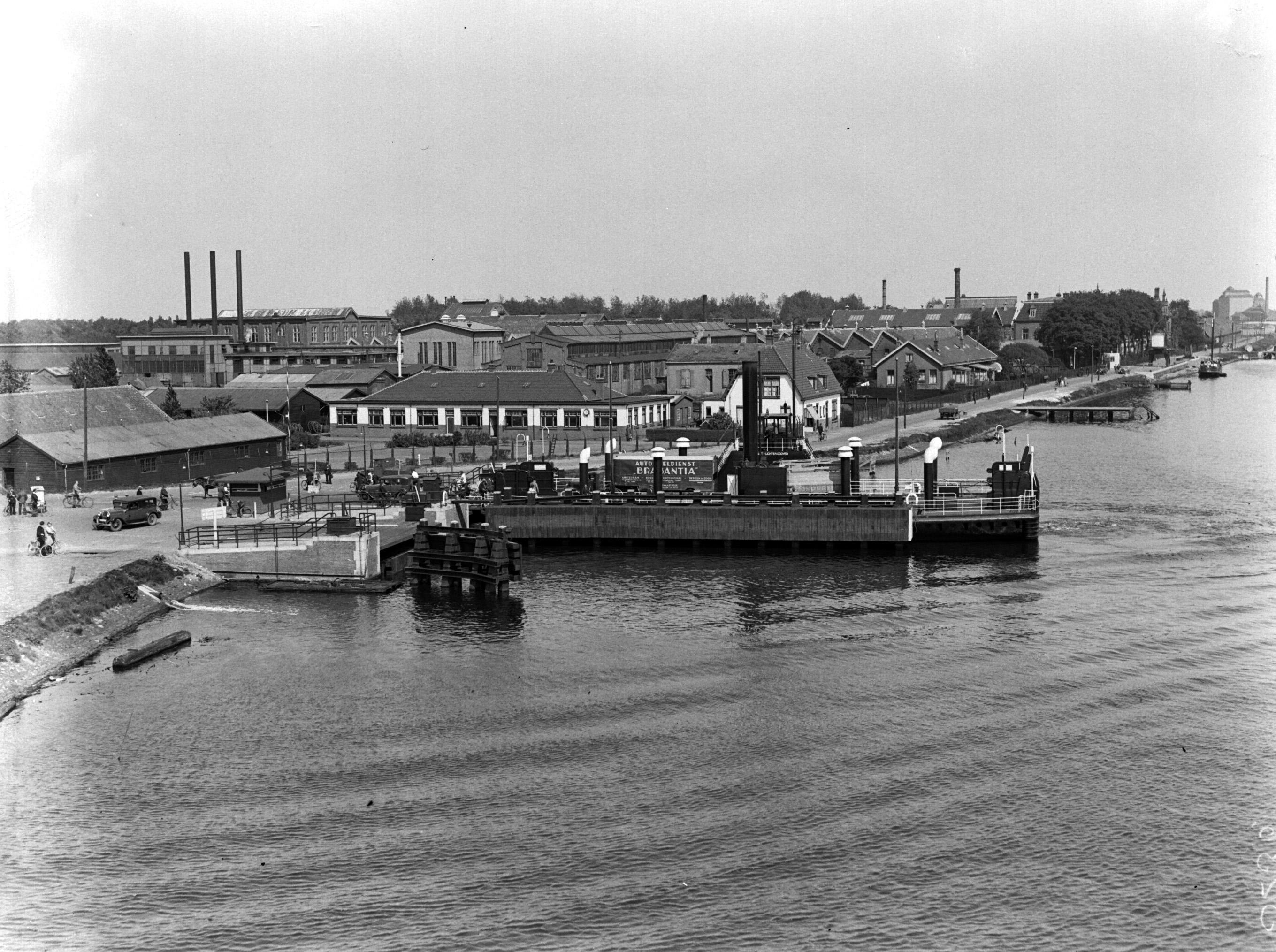
De Hempont, gezien vanaf de Hembrug, met op de achtergrond de Artillerie-Inrichtingen; 1933.
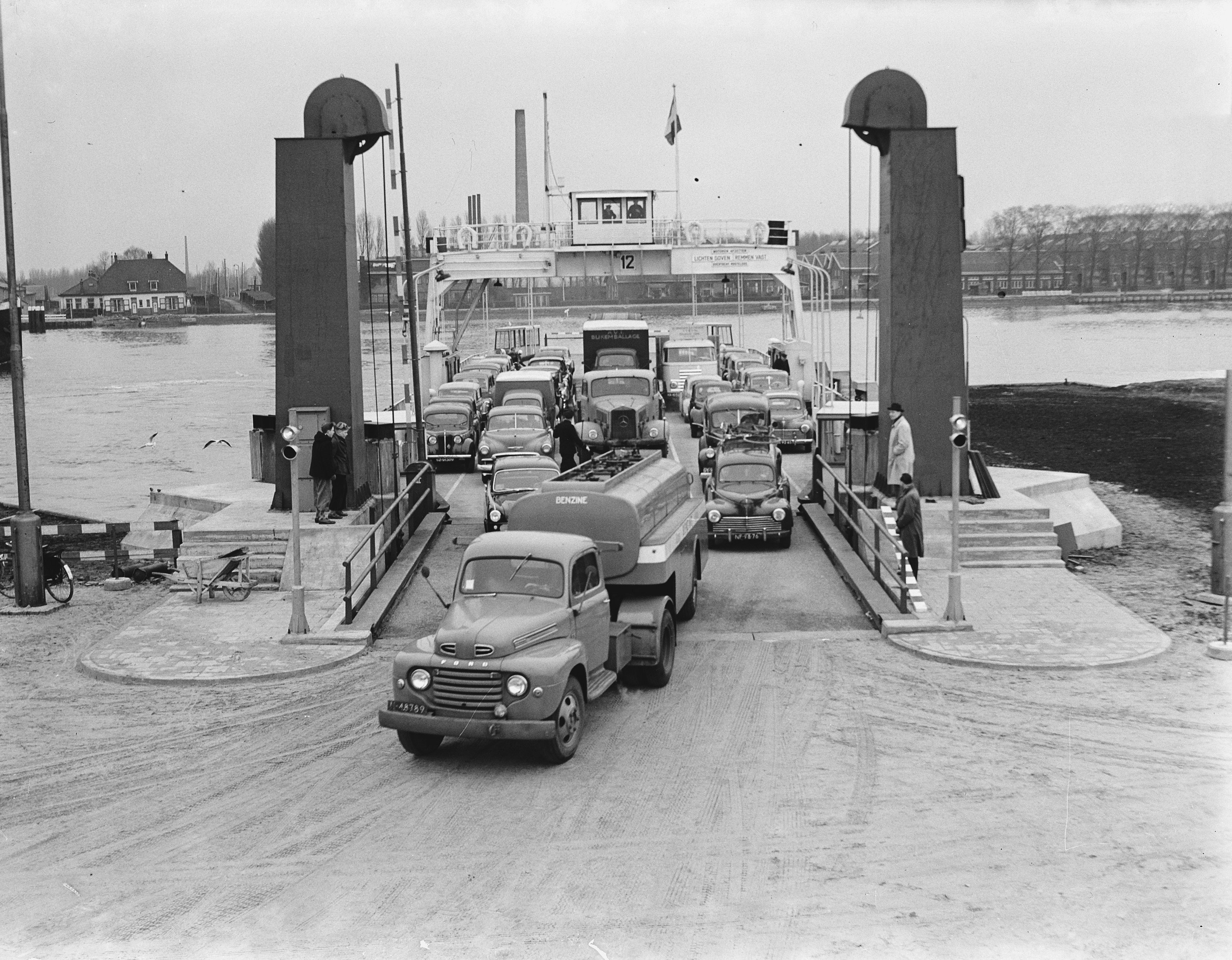
In 1953 werd een Donaupont in gebruik genomen.
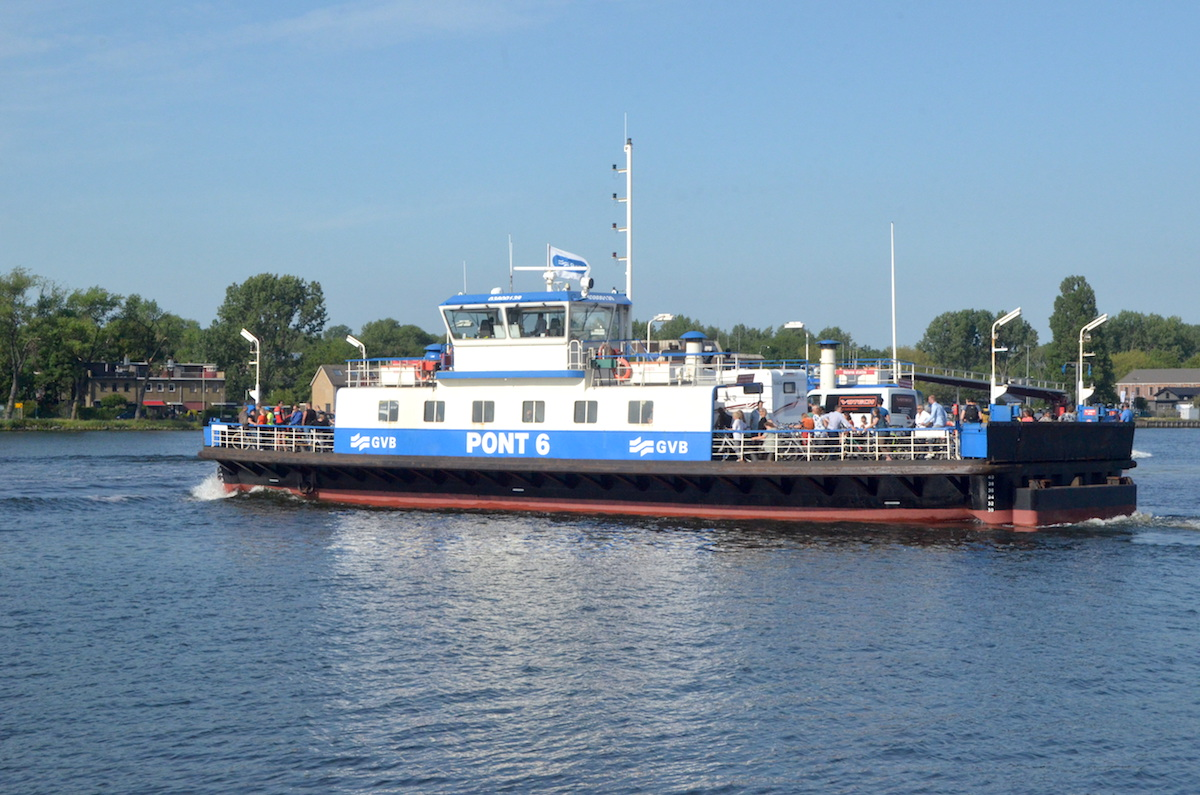
GVB Pont 6 op het Noordzeekanaal bij de Hemkade; 2019.

## Buitenhuizenpont
De Buitenhuizenpont (lijn F21) vaart 24 uur per dag iedere twintig minuten met één pont tussen de Noordzeekanaalweg (N202) bij Zijkanaal C, aan de rand van de Houtrakpolder in het Recreatiegebied Spaarnwoude, en de N246 bij de gehuchten Buitenhuizen en Nauerna, bij Assendelft in de gemeente Zaanstad.
De wandelroutes Stelling van Amsterdam (Streekpad 9) en Noord-Hollandpad maken ook gebruik van de pont.

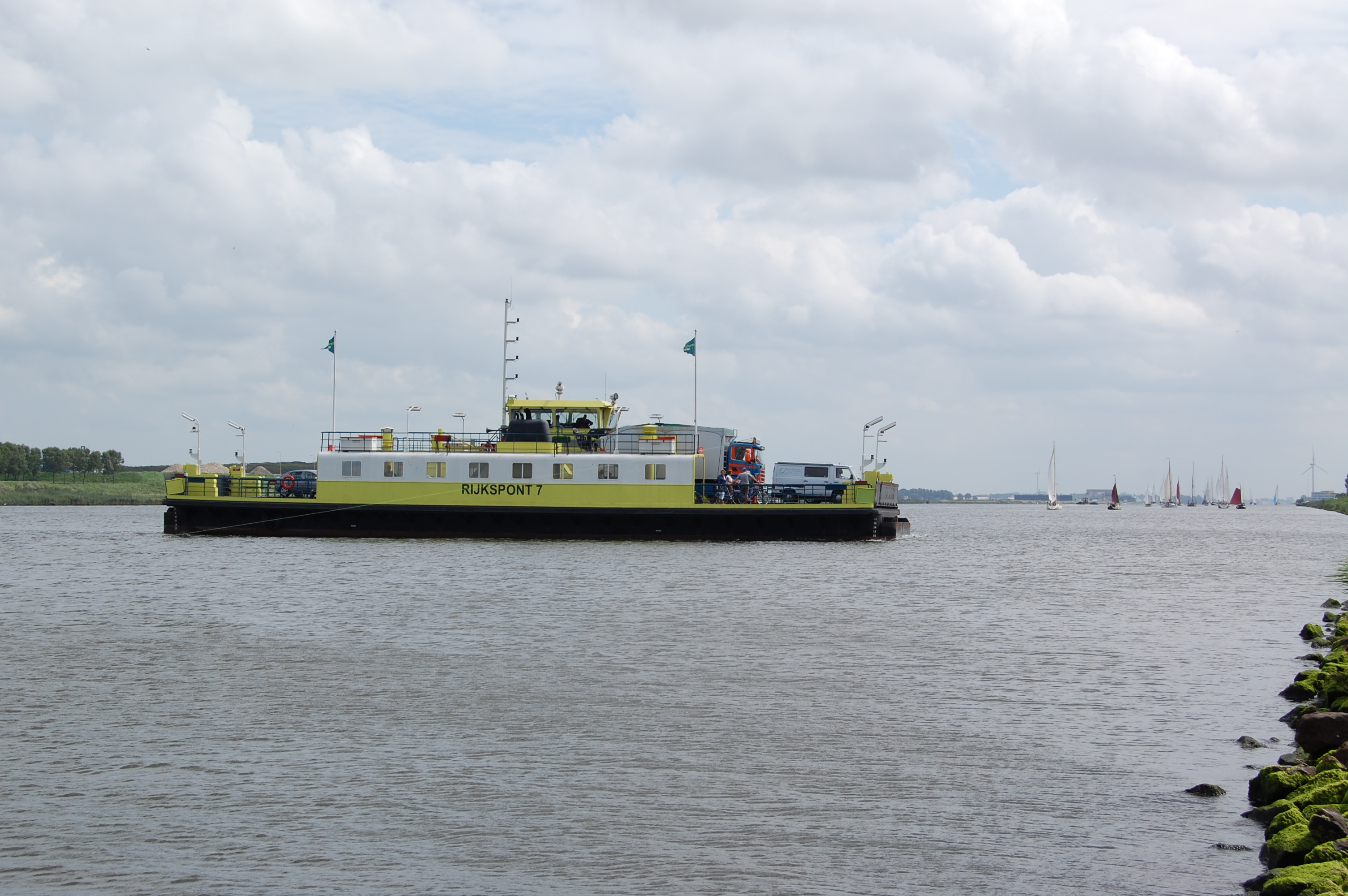
Rijkspont nr. 7 te Buitenhuizen; 25 juli 2007.
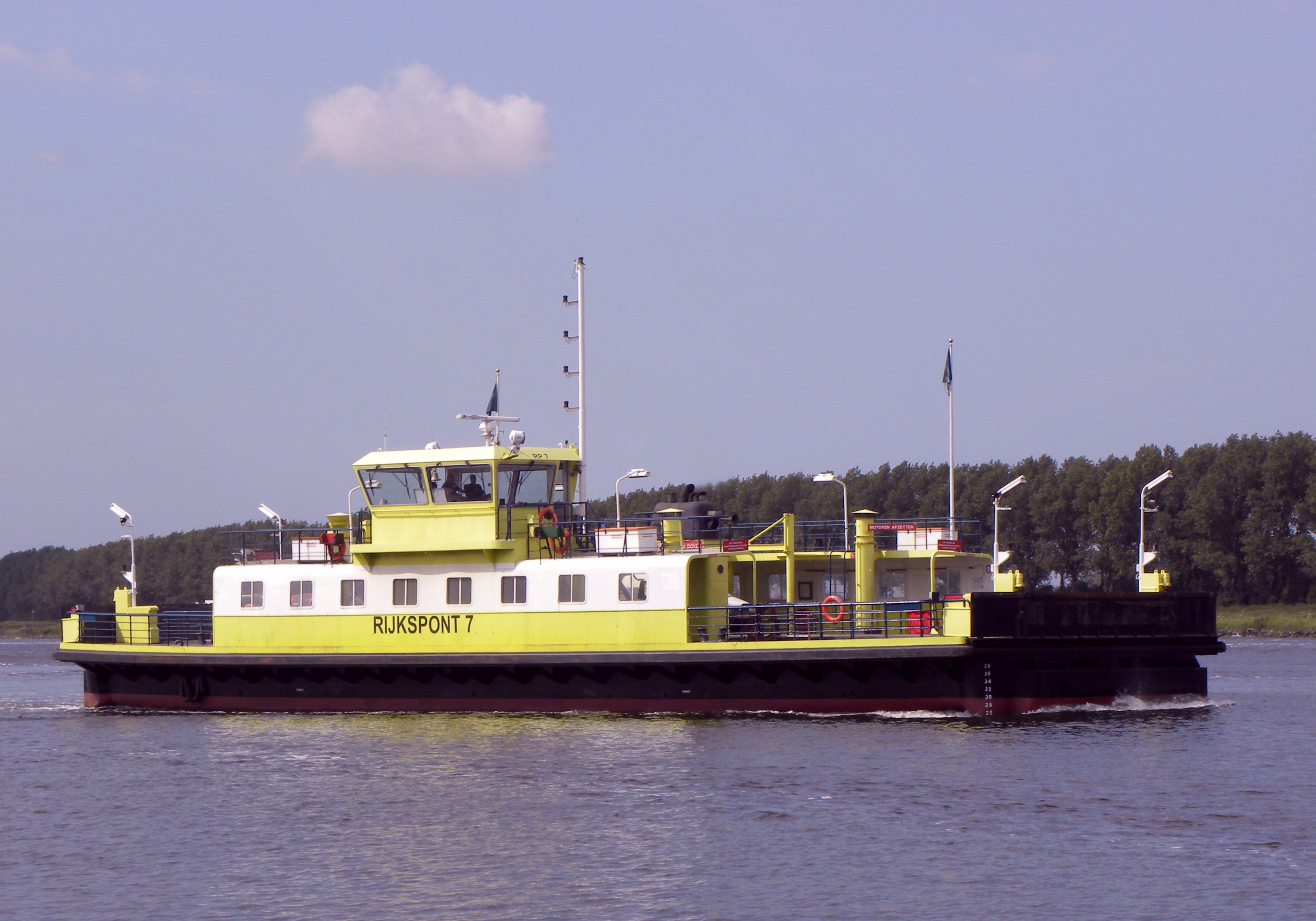
Buitenhuizenpont met Rijkspont 7 in 2007.
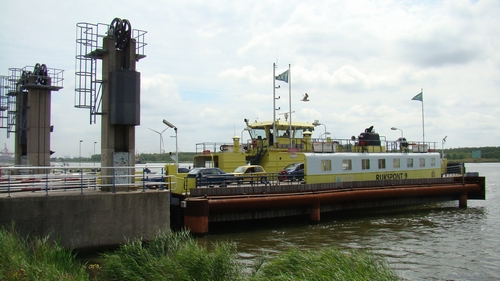
Buitenhuizenpont met Rijkspont 9 in 2008.
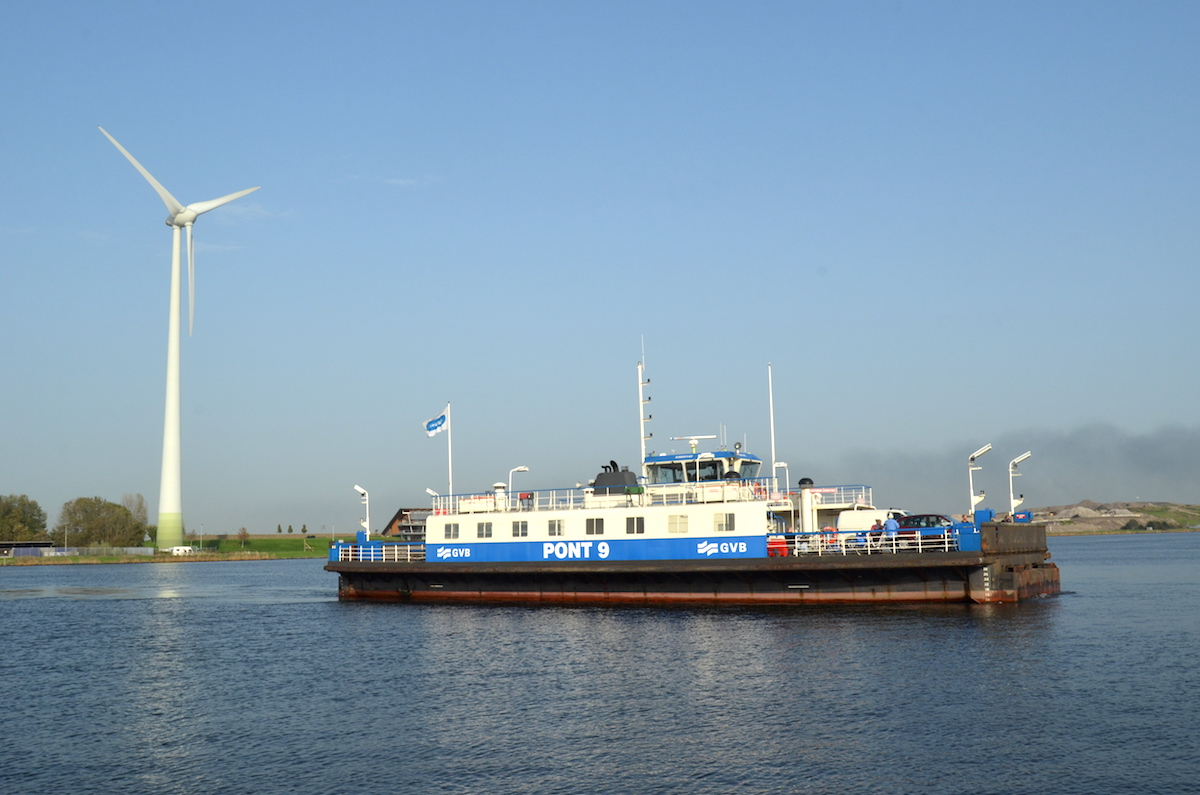
GVB Pont 9 op het Noordzeekanaal bij Buitenhuizen; 2017.

## Velserpont
De Velserpont (lijn F22) vaart 24 uur per dag iedere twintig minuten met één pont, tijdens de spitsuren met twee ponten om de tien minuten, van Velsen-Zuid, ten oosten van IJmuiden naar Velsen-Noord.
Door de aanleg van het Noordzeekanaal werd het dorp Velsen in 1872 in tweeën gesneden. Aanvankelijk was er de Velservoetbrug, een draaibrug, die in 1907 werd gesloopt omdat deze het scheepvaartverkeer hinderde. In 1901 werd de voetbrug gedeeltelijk vervangen door een stoompont, waarop ook rails werd gelegd voor de stoomtram Haarlem – Alkmaar die van 1906 tot de opheffing van deze tramlijn in 1924 gebruik maakte van de pont.
Aanvankelijk lag de pont tussen het oude dorp Velsen (Meervlietstraat) en de Wijkerstraatweg in Velsen-Noord. Na de sloop van de Velserspoorbrug in 1958 werd de pontverbinding in 1963 naar het westen verplaatst en verbindt nu de Stationsweg / Kanaalweg met de Pontweg aan de noordoever.
De wandelroute Hollands Kustpad maakt op het traject Duin- en Polderpad (LAW 5-3) van Haarlem naar Bergen aan Zee ook gebruik van deze pont.

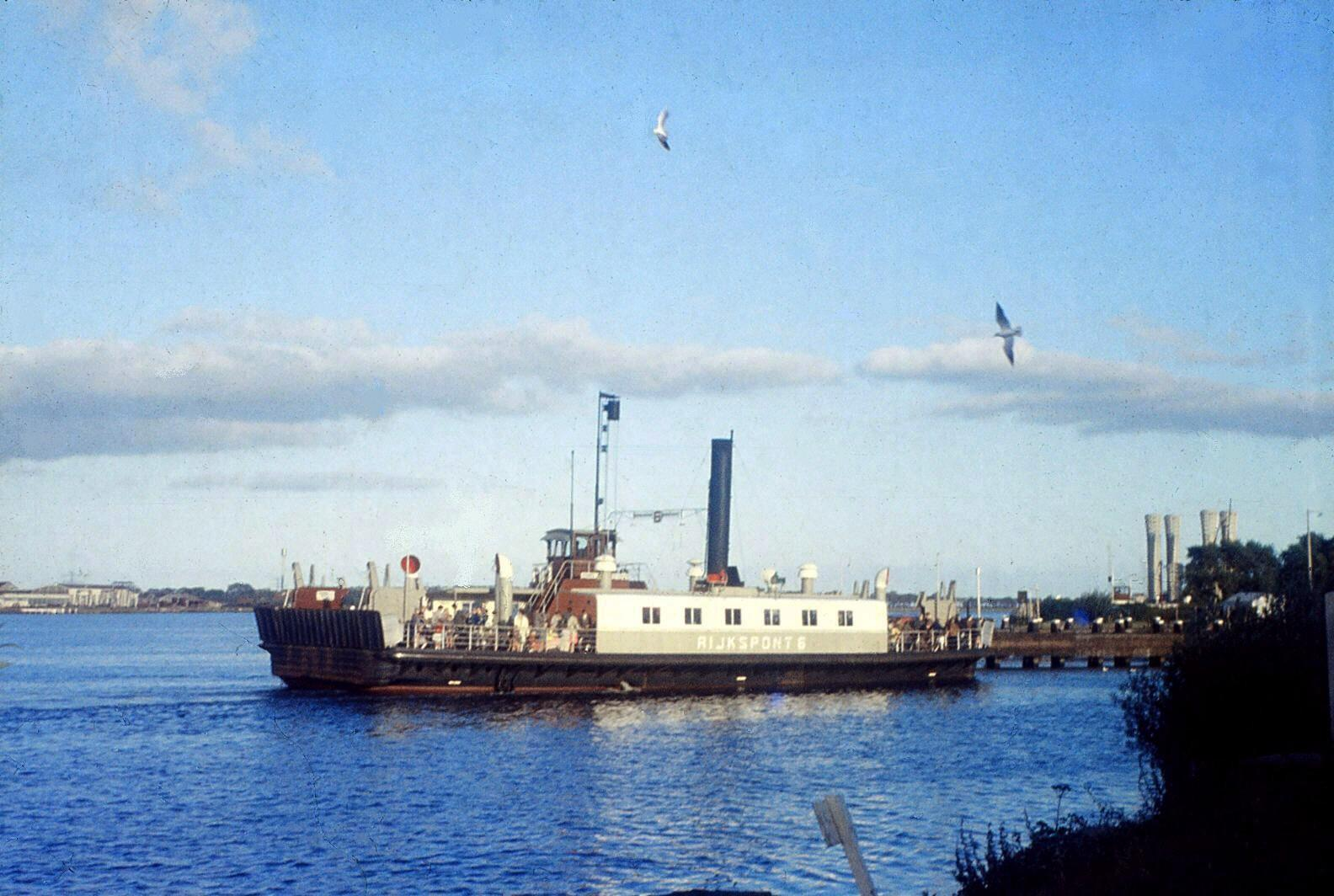
Stoompont (Rijkspont 6) bij Velsen-Zuid, nog voor de verplaatsing richting IJmuiden; begin jaren ’60.
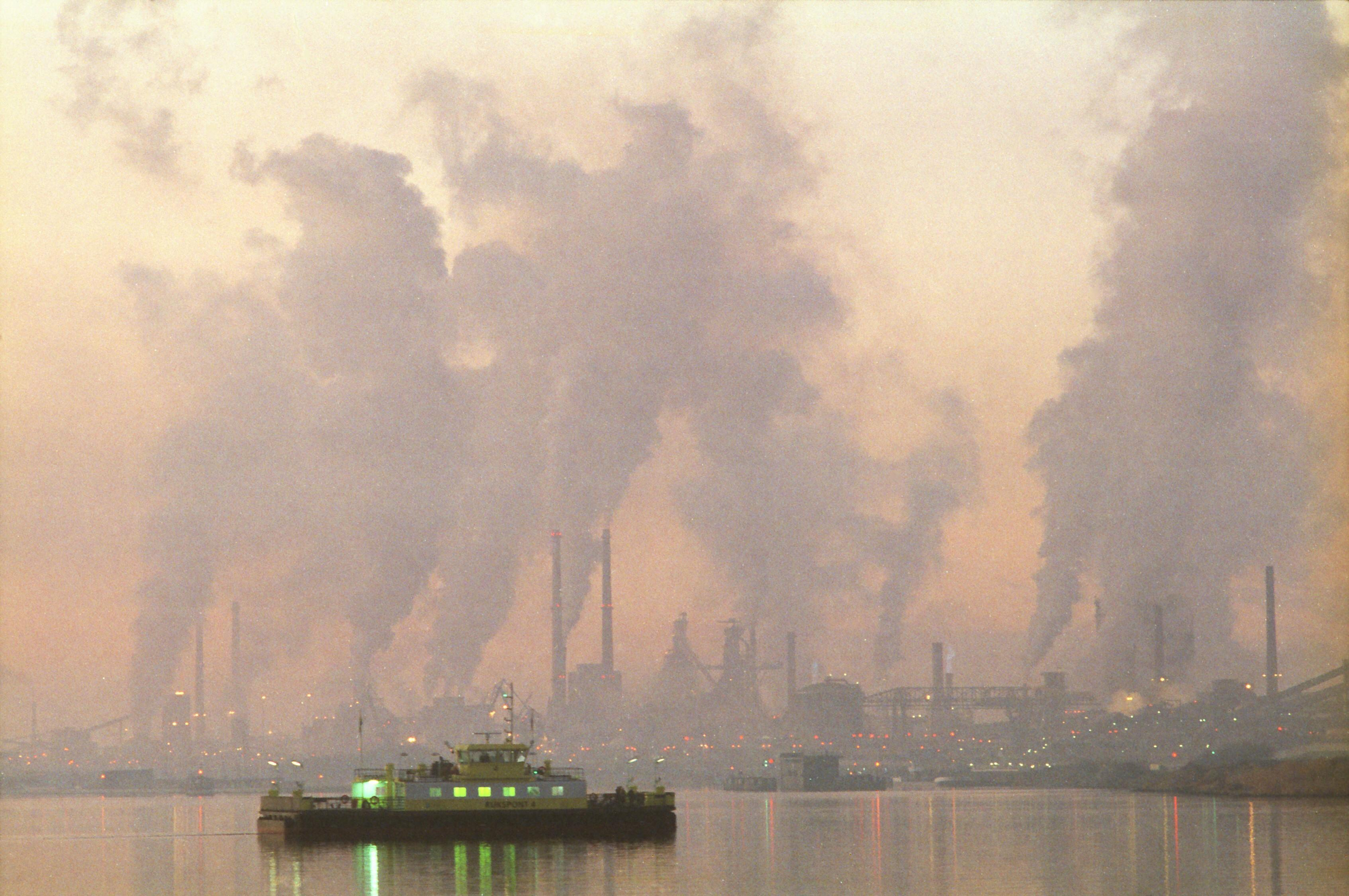
Velserpont met de Hoogovens op de achtergrond in 2000.
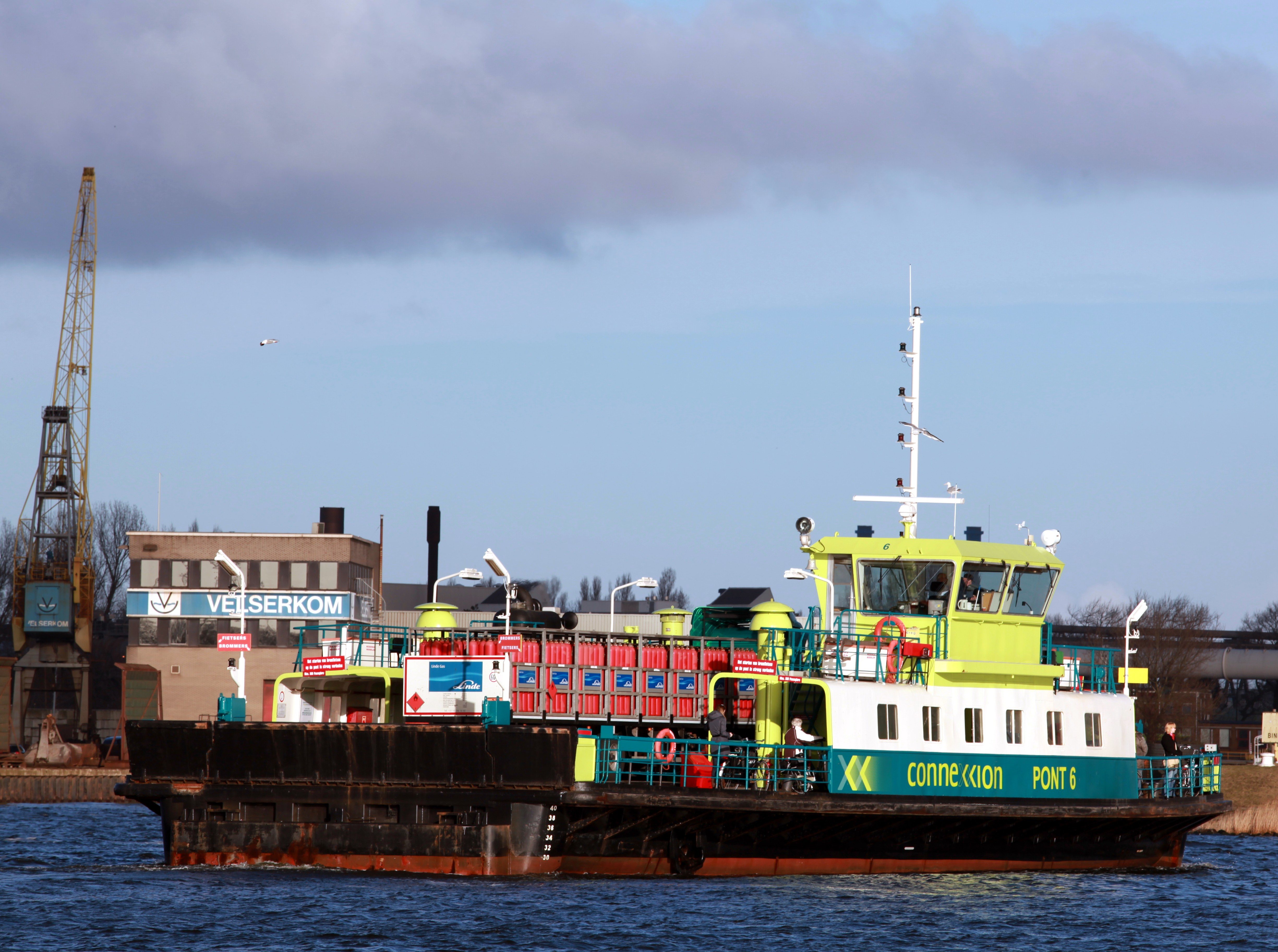
Velserpont met Rijkspont 6 in het kleurenschema van Connexxion; 2010.
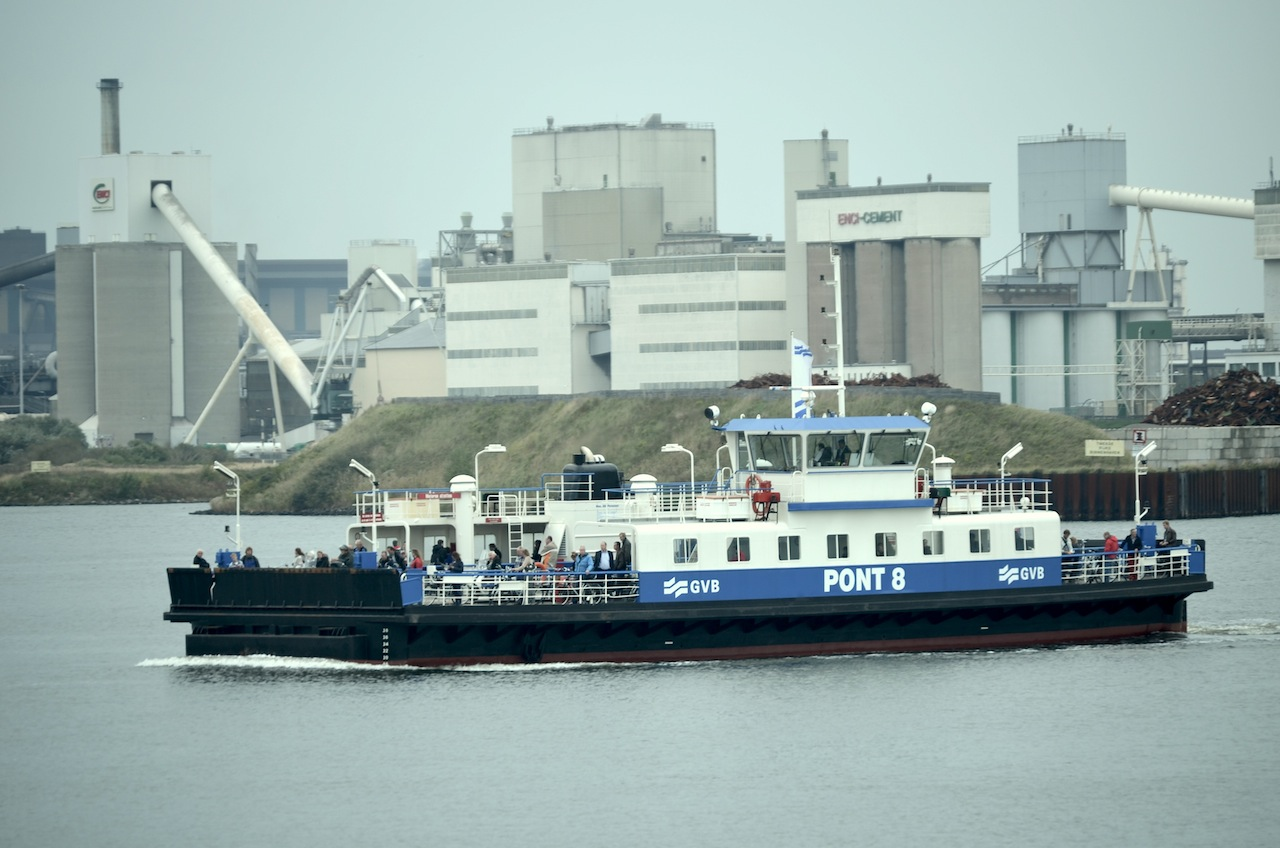
Velserpont met GVB pont 8; 2013.

## Noordzeekanaalponten
Voor de dienst op de pontveren over het Noordzeekanaal heeft het GVB de volgende ponten (ex-Connexxion, Rijkswaterstaat):
- Dieselponten: 4, 6, 7, 8, 9 (bouwjaar 1933-1935; buiten dienst sinds 2022)
- Elektrische ponten: 100, 101, 102, 103, 104 (afgeleverd in 2021-2022)

### Voormalige Rijksponten
De Rijksponten 4, 5 en 6 zijn gebouwd in 1933 door de Nederlandsche Dok en Scheepsbouw Maatschappij te Amsterdam. De Rijksponten 7, 8 en 9 zijn gebouwd in 1935 door de Bouwwerf Klop te Sliedrecht. Eerste eigenaar was Rijkswaterstaat Stoompont Verendienst in Velsen, later werd dit Rijkswaterstaat directie Noord-Holland. De ponten waren lange tijd geel-wit geschilderd, sinds 2007 waren zij in het kleurenschema van Connexxion (geel-groen).
Van mei 2007 tot mei 2021 lag een oude Rijkspont (nr. 5) aan de De Ruijterkade achter het Centraal Station als drijvende fietsenstalling. Deze was rood met wit geschilderd.
Op 1 juli 2013 werden de vijf overige ponten (4, 6, 7, 8 en 9) van Connexxion overgenomen en zijn in GVB-huisstijlkleuren blauw met wit gebracht.
In 2021-2022 zijn de ponten vervangen door de nieuwe elektrische ponten.

### Nieuwe elektrische ponten
Ter vervanging van de ruim 85 jaar oude ex-Rijksponten heeft het GVB vijf nieuwe elektrische ponten aangeschaft die in 2021-2022 in dienst kwamen. In 2021 werden de ponten 100 en 101 afgeleverd, in 2022 gevolgd door de 102, 103 en 104.

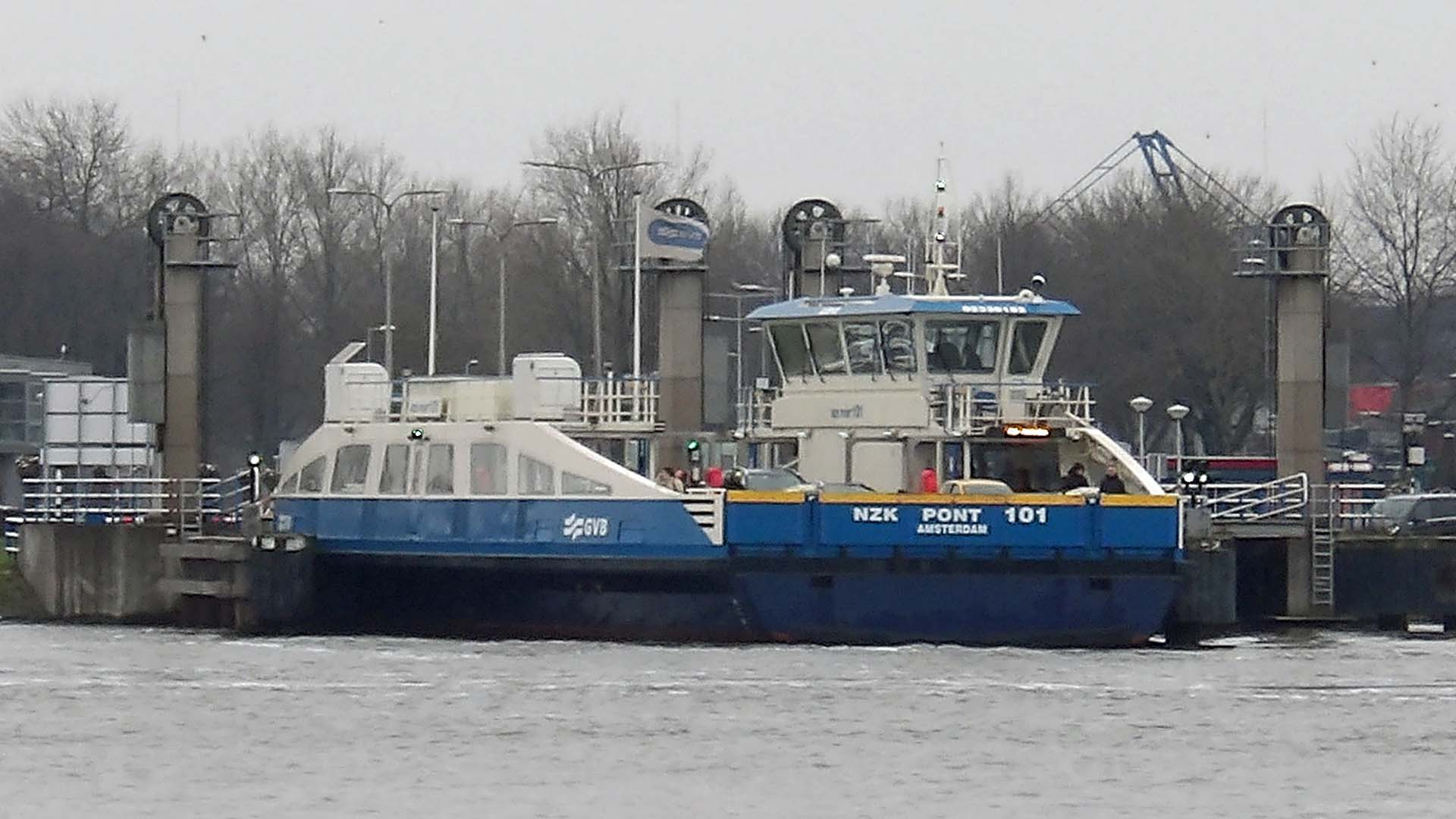
De elektrische veerpont NZK 101 Noordzeekanaal.
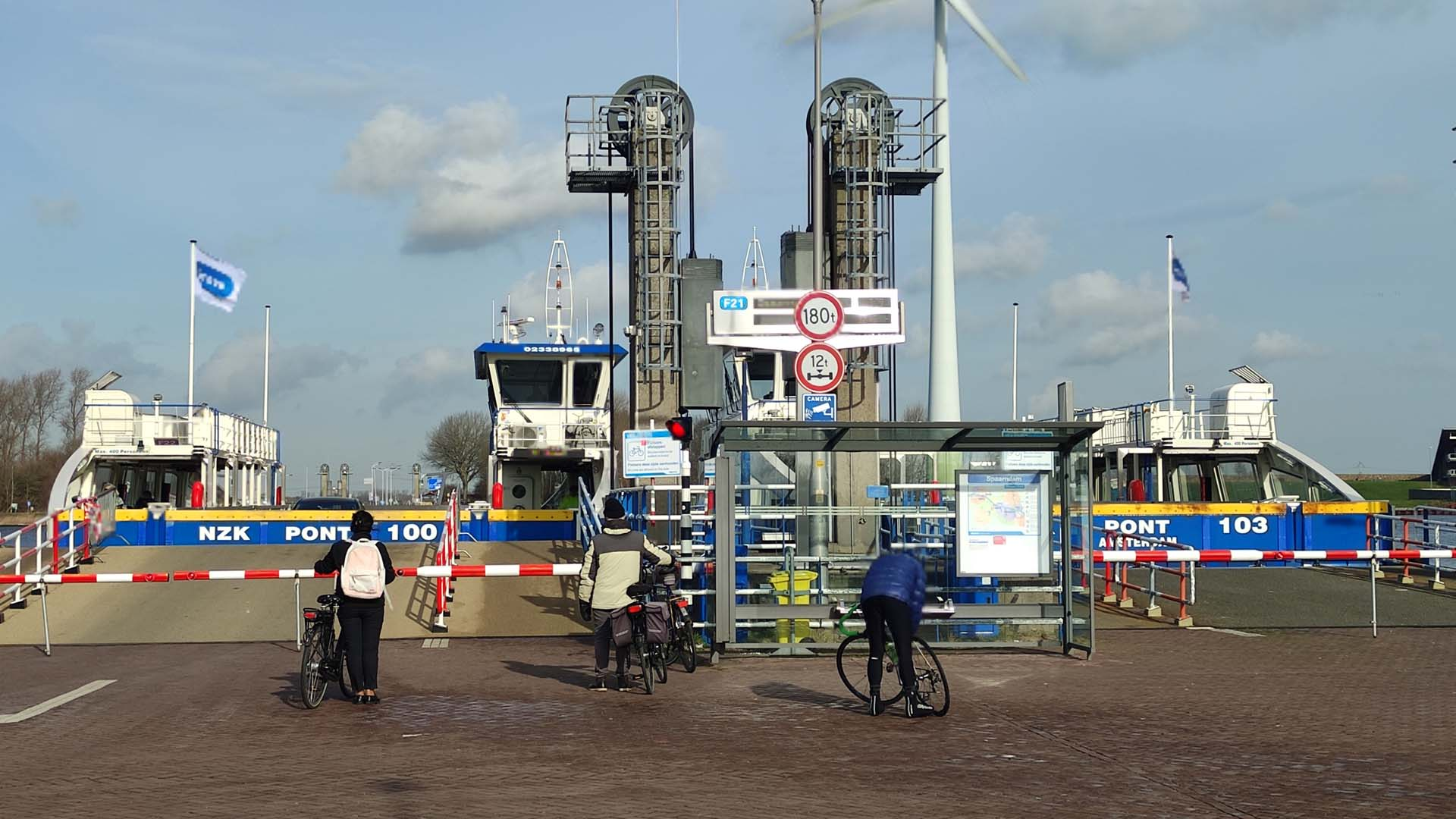
Bij Buitenhuizen waren twee elektrische veerponten aanwezig.
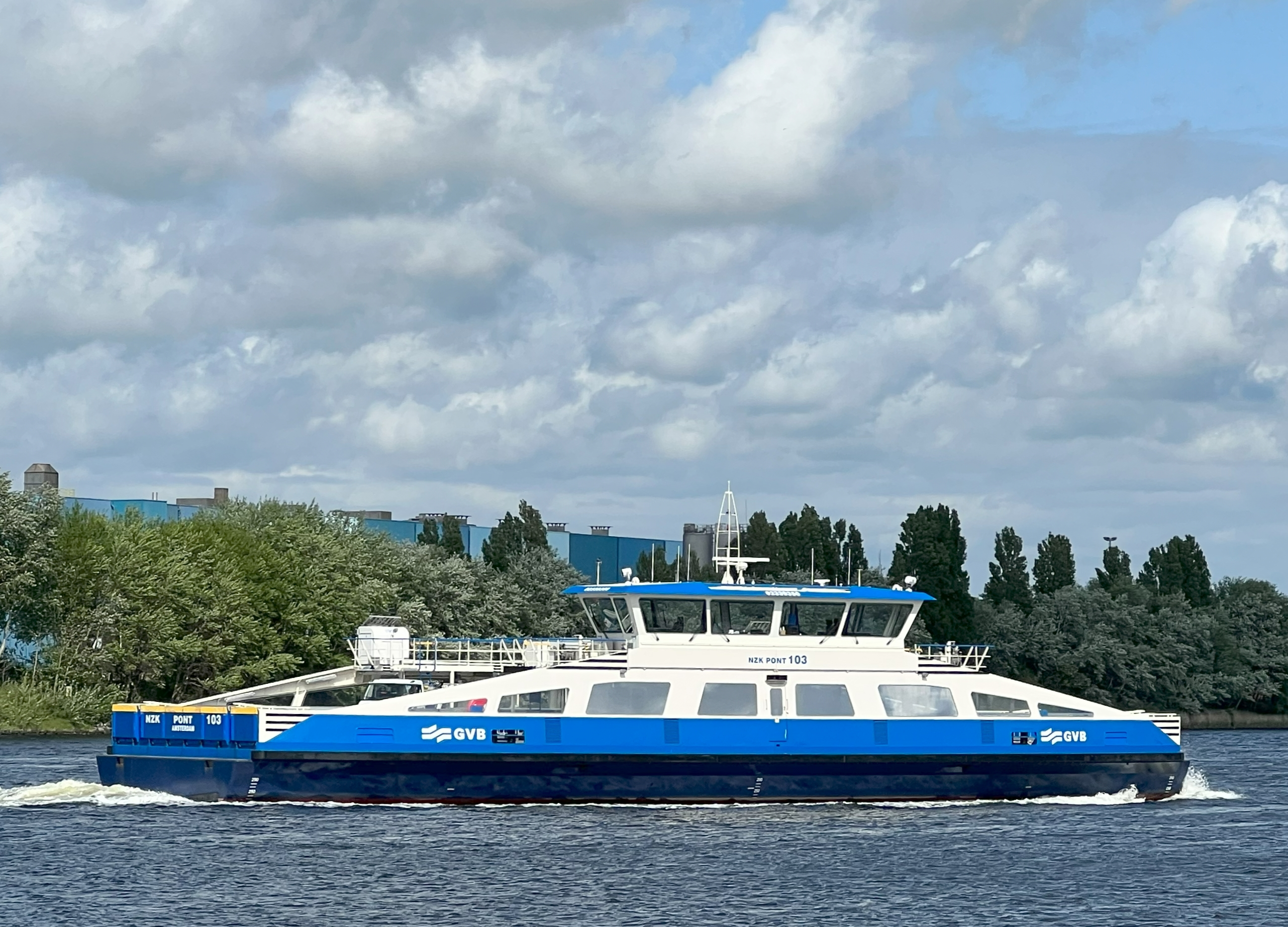
Noordzeekanaalpont 103; 2023.